# Formel Abarth

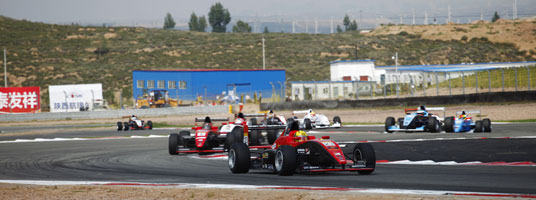
Formel-Abarth-Fahrzeuge in der Formel-Pilota-China-Serie

Die Formel Abarth ist eine Markenformel, die seit 2010 existiert.

## Überblick
Die erste Serie mit Formel-Abarth-Monoposti war die Italienische Formel-ACI-CSAI-Abarth-Meisterschaft, die 2010 als direkter Nachfolger der von 2005 bis 2009 bestehenden und mit Fahrzeugen des Typs Gloria B5-10Y (2005–2007) bzw. Uboldi GU/07 (2008–2009) antretenden Formel Azzurra etabliert wurde. Im Jahr 2011 folgte eine ebenfalls vom ACI sanktionierte europäische Serie. Außerdem expandierte die Formel Abarth 2011 nach China, wo die Formel-Pilota-China-Serie entstand, und 2012 nach Mexiko, wo Fahrzeuge dieses Typs in der Panam-GP-Serie zum Einsatz kamen. All diese Serien wurden offiziell von der Ferrari Driver Academy unterstützt, die den jeweiligen Ersten als Siegprämie einen kompletten Fahrerlehrgang ermöglichte.

## Fahrzeug
Das Einheitsfahrzeug stammt von Tatuus, trägt die Bezeichnung FA010 und ist mit einem Turbomotor von Fiat Powertrain Technologies sowie Kumho-Reifen ausgestattet.

### Daten
| Kenngröße         | Daten |
| ----------------- | --- |
| Radstand:         | 2650 mm |
| Spurweite vorn:   | 1490 mm |
| Spurweite hinten: | 1455 mm |
| Bauweise:         | Monocoque und Verkleidung aus kohlenstofffaserverstärktem Kunststoff                                                                                            |
| Gewicht:          | 550 kg (inklusive Fahrer) |
| Achsaufhängung:   | Doppelquerlenker, innenliegende zweifach verstellbare Monodämpfer vorne und vierfach verstellbare Doppeldämpfer hinten, über Schubstangen („push rod“) betätigt |
| Bremsen:          | innenbelüftete Bremsscheiben, Bremssättel mit vier Kolben von AP                                                                                                |
| Getriebe:         | sequenziell, von Sadev |
| Gänge:            | sechs |
| Motor:            | FPT 1400-cm³-Vierzylindermotor 414TF mit Turbolader |
| max. Leistung:    | 180 PS (132 kW) |
| max. Drehmoment:  | 250 Nm |
| Reifengröße:      | vorn: 180/550 R13 hinten: 240/570 R13 |

## Meisterschaften

### Europäische Formel Abarth
Die europäische Formel-Abarth-Serie hielt 2011 Rennwochenenden in Italien, Spanien, Belgien und Österreich ab.
| Jahr | Meister         | Team-Meister              | Bester Rookie     |
| ---- | --------------- | ------------------------- | ----------------- |
| 2011 | Sergei Sirotkin | Jenzer Motorsport         | Gerrard Barrabeig |
| 2012 | Nicolas Costa   | Euronova Racing by Fortec | Santiago Urrutia  |

### Italienische Formel Abarth
Die italienische Formel-Abarth-Meisterschaft, die 2010 die direkte Nachfolge der Formel Azzurra antrat, trug ihre Rennen überwiegend auf italienischen Rennstrecken aus. Teilweise fanden die Rennwochenenden zusammen mit denen der europäischen Serie statt; in solchen Fällen bestritten die Fahrer der europäischen und der italienischen Formel Abarth ihre Rennen gemeinsam. Die italienische Formel Abarth wurde 2014 von der italienischen Formel-4-Meisterschaft abgelöst.
Formel Azzurra
| Jahr | Meister             | Team           |
| ---- | ------------------- | -------------- |
| 2005 | Davide Rigon        | Europa Corse   |
| 2006 | Giuseppe Termine    | CO2 Motorsport |
| 2007 | Salvatore Cicatelli | PKF Racing     |
| 2008 | Edoardo Liberati    | MG Motorsport  |
| 2009 | Alberto Cerqui      | MG Motorsport  |

Formel Abarth
| Jahr | Meister             | Team                      | Sieger Trofeo Nazionale | Bester Rookie  |
| ---- | ------------------- | ------------------------- | ----------------------- | -------------- |
| 2010 | Brandon Maïsano     | Prema Junior              | Simone Iaquinta         | nicht vergeben |
| 2011 | Patric Niederhauser | Jenzer Motorsport         | Yoshitaka Kuroda        | nicht vergeben |
| 2012 | Nicolas Costa       | Euronova Racing by Fortec | nicht vergeben          | nicht vergeben |
| 2013 | Alessio Rovera      | Cram Motorsport           | Sergei Trofimow         | Alessio Rovera |

### Formula Pilota China Series
Die 2011 gegründete Serie gastierte in ihrer ersten Saison überwiegend auf chinesischen Strecken, aber auch in Malaysia.
| Jahr | Meister            | Team               | bester asiatischer Fahrer |
| ---- | ------------------ | ------------------ | ------------------------- |
| 2011 | Mathéo Tuscher     | nicht vergeben     | Dustin Sofyan             |
| 2012 | Antonio Giovinazzi | Eurasia Motorsport | Parth Ghorpade            |

Die Serie wurde ab 2013 als Formula Masters China mit Motoren vom Typ Volkswagen Formula EVO 2.0 fortgeführt.

### Panam GP Series
Die Serie trug 2012 Rennen in Mexiko, Guatemala, Costa Rica, Venezuela, Kolumbien, Ecuador und Chile aus. Von 2005 bis Anfang 2008 gab es diese Rennserie bereits unter derselben organisatorischen Leitung, sie fuhr jedoch mit Formel-Renault-2.0-Fahrzeugen.
| Jahr  | Meister                | Team            |
| ----- | ---------------------- | --------------- |
| 2012  | Sebastián Merchán      | Team Costa Rica |
| 2013  | Rudy Camarillo         | Team ROCA ACERO |
| 2014* | Miguel Alejandro Pérez | unbekannt       |

* Spring Series, die eigentliche Saison wurde abgebrochen

### Florida Winter Series
2014 gegründete Serie mit Rennen in Florida.
| Jahr | Fahrer mit den besten Platzierungen |
| ---- | ----------------------------------- |
| 2014 | Antonio Fuoco                       |